# Coming Home – Sie kehren heim
Coming Home – Sie kehren heim ist ein US-amerikanisches Versehrtendrama aus dem Jahr 1978 von Hal Ashby, das die Folgen des Vietnamkrieges sowohl bei Soldaten wie Daheimgebliebenen beschreibt. Das Drehbuch von Jones und Salt geht zurück auf eine Geschichte von Nancy Dowd. Jane Fonda spielt Sally Hyde, eine Frau, die sich in den von Jon Voight dargestellten Veteranen Luke Martin verliebt, was ihrem von Bruce Dern verkörperten Ehemann Bob nach seiner Rückkehr aus Vietnam schwer zu schaffen macht.
Der Film wurde für acht Oscars nominiert und konnte drei der begehrten Trophäen erringen.

## Handlung
Sally ist die Frau von Captain Bob Hyde, der 1968 von der US-Army zum Einsatz nach Vietnam geschickt wird und diesem Ruf begeistert folgt. Sally, bisher nur eine Vorzeigehausfrau, wird nun sich selbst überlassen und weiß nicht so recht, wie sie mit ihrem plötzlichen Alleinsein umgehen soll. Durch ihre Freundin Viola Munson, deren Bruder Bill nach einem Zusammenbruch in einem Militärhospital psychiatrisch behandelt werden muss, da er keinen Weg findet, mit dem im Krieg Erlebten umzugehen, wird sie auf das Schicksal der Kriegsveteranen aufmerksam. So entschließt sie sich, ehrenamtlich in diesem Veteranen-Krankenhaus zu arbeiten. Dort trifft sie auf Luke Martin, den sie aus ihrer College-Schulzeit kennt. Luke ist bei einem Einsatz schwer verwundet worden und seitdem gelähmt, sodass er auf einen Rollstuhl angewiesen ist. Es fällt ihm schwer, Hilfe anzunehmen. Nicht nur dieser Schicksalsschlag hat ihn bitter werden lassen und eine immer wieder aufflackernde Wut in ihm aufgebaut, die ein Ventil braucht, sondern auch das unbeschreibliche Grauen, das er erleben musste. Sally, die anfangs geschockt ist, mit welchen körperlichen, aber auch seelischen Verletzungen die Heimkehrer aus Vietnam zu kämpfen haben, setzt alles daran, den Männern zu helfen.
In dem Maße, wie es Sally gelingt, eine Beziehung zu Luke aufzubauen, schafft sie es, seine Aggressivität gegenüber seiner Umwelt abzubauen. Beide geben einander den Halt, den sie bisher in ihrem Leben vermisst haben. Nach und nach gelingt es Luke, seine Behinderung zu akzeptieren. Sallys politische Einstellung den Krieg betreffend ändert sich radikal, ebenso wird sie immer selbstständiger und unabhängiger und setzt sich auch mit ihrer Ehe auseinander. Da sie ihren Ehemann kaum noch zu Gesicht bekommt, entfremdet sie sich zunehmend von ihm und erkennt schmerzlich, dass Bob kein Vertrauen zu ihr hat und alles, was ihn beschäftigt, mit sich selbst ausmachen will. So kommt es, dass aus der freundschaftlichen Beziehung zu Luke Liebe wird. Luke findet nach seiner Entlassung aus dem Hospital auch die Kraft, Studenten über die Grausamkeit des Krieges aufzuklären und macht sie auch mit den Kriegsverbrechen der USA bekannt. In eindringlichen Aussprachen will er die jungen Menschen von der Ungerechtigkeit des Krieges überzeugen und nimmt nun auch als Aktivist an Anti-Kriegs-Demonstrationen teil. 
Als Bob verwundet und aller Illusionen beraubt von einem Einsatz zurückkehrt und nun auch noch hinnehmen muss, dass er seine Frau an einen anderen Mann verloren hat, überschlagen sich die Ereignisse. Bob, an die harten Dschungelgesetze gewöhnt, geht mit der Waffe auf Luke und Sally los; es gelingt ihnen jedoch, die Situation zu deeskalieren. Sally hat sich längst für Luke entschieden, mit dem zusammen sie sich ein neues Leben aufbauen will. Für Bob bricht seine Welt zusammen. Er war als Offizier nach Vietnam gegangen, um ehrenvoll für die Freiheit zu kämpfen, aber er fand nur eine verrohte Truppe vor, die gewohnheitsmäßig Kriegsverbrechen beging und beliebig Zivilisten tötete. Am Ende des Films legt er seine Uniform sorgfältig am Strand ab und schwimmt in suizidaler Absicht ins offene Meer hinaus.

## Produktion

### Vorgeschichte
Der Film wurde von Jane Fonda und ihrer Produktionsfirma IPC Films mitgetragen, von der er konzipiert und finanziert wurde. Produzent Bruce Gilbert war ein Freund der Schauspielerin, den sie bei Protestaktionen kennengelernt hatte. Die Idee, einen solchen Film drehen zu wollen, wurde in Fonda ausgelöst durch das Schicksal eines Freundes, Ron Kovic, eines querschnittsgelähmten Vietnam-Kriegsveterans, den sie seinerzeit ebenfalls auf einer Demonstration getroffen hatte, in der gegen den Vietnamkrieg protestiert worden war. Kovic hatte zu dieser Zeit bereits sein autobiografisches Buch geschrieben, das später von Oliver Stone mit Tom Cruise als Kovic verfilmt wurde und in Deutschland unter dem Titel Geboren am 4. Juli erschien und mit zwei Oscars ausgezeichnet wurde.
Im Jahr 1972 wandte sich Fonda dann an Nancy Dowd, die sie aus ihrer Zeit in der feministischen Bewegung kannte, und bat sie, ein Skript zu erstellen, dass die Konsequenzen eines Krieges aufzeigt gesehen mit den Augen einer Frau, deren Mann Militärangehöriger ist. Der erste Entwurf wich vom später entstandenen Film noch erheblich ab. Das Projekt zog sich über mehrere Jahre hin und wurde dann von Drehbuchautoren in die endgültige Fassung gebracht. Nancy Dowd ging jedoch später auf Distanz zu dem Film, da die Drehbuchautoren Waldo, Salt und Jones aus dem vormals feministischen Stück eine eher romantische, aber auch spannende Geschichte konzipiert hatten. Dass die neue Fassung weitaus realistischer war als ihr Originalskript, wollte sie nicht einsehen.
John Schlesinger übernahm anfangs die Regie, verließ das Projekt aber wieder, da er sich mit der Thematik schwertat. Ersetzt wurde er von Hal Ashby. Jane Fonda stand von Anfang an für die Hauptrolle der Sally Hyde fest. Die männliche Hauptrolle wurde sowohl Jack Nicholson als auch Al Pacino und Sylvester Stallone angeboten, die aber ablehnten. Jon Voight, ein Freund der Fonda, war eigentlich als Ehemann von Sally vorgesehen, kämpfte aber darum, die Rolle des querschnittgelähmten Luke zu bekommen. Bruce Dern, der schon mehrfach sadistische Rollen übernommen hatte, wurde dann als Ehemann von Sally besetzt.

### Produktionsnotizen
Die Filmaufnahmen der Produktionsfirmen Jerome Hellman Productions und Jayne Productions für United Artists entstanden unter anderem in Manhattan Beach in Kalifornien. Gedreht wurde im Zeitraum Januar 1977 bis Mai 1977. In den teils sehr freizügigen Liebesszenen ließ sich Jane Fonda durch ein Körperdouble ersetzen.
Dem Film stand ein geschätztes Budget von 3 Mio. Dollar zur Verfügung.

### Soundtrack
Der Film verwendet Songs der Beatles, von Janis Joplin, Tim Buckley, Buffalo Springfield, Bob Dylan, Aretha Franklin, Jimi Hendrix, Jefferson Airplane, Rolling Stones, Richie Havens, Simon & Garfunkel und Steppenwolf. Zum Ende des Films, vor dem vermutlichen Suizid von Bob, wird das Stück Time Has Come Today von The Chambers Brothers gespielt.
- Hey Jude, geschrieben von Paul McCartney und John Lennon, vorgetragen von The Beatles
- Strawberry Fields Forever, wie zuvor
- Once I Was, geschrieben und vorgetragen von Tim Buckley
- Expecting to Fly, geschrieben von Neil Young, vorgetragen von Buffalo Springfield
- For What It’s Worth, geschrieben von Stephen Stills, vorgetragen von Buffalo Springfield
- Just Like a Woman, geschrieben und vorgetragen von Bob Dylan
- Save Me, geschrieben von King Curtis, Aretha Franklin und Carolyn Franklin, vorgetragen von Aretha Franklin
- Follow, geschrieben von Jerry Merrick, vorgetragen von Richie Havens
- Manic Depression, geschrieben und vorgetragen von Jimi Hendrix
- White Rabbit, geschrieben von Grace Slick, vorgetragen von Jefferson Airplane
- Out of Time, geschrieben von Mick Jagger und Keith Richards, vorgetragen von The Rolling Stones
- No Expectations, wie zuvor
- Jumpin’ Jack Flash, wie zuvor
- Ruby Tuesday, wie zuvor
- Sympathy for the Devil, wie zuvor
- My Girl, geschrieben von Smokey Robinson und Ronald White, vorgetragen von The Rolling Stones
- Bookends, geschrieben von Paul Simon, vorgetragen von Simon & Garfunkel
- Born to Be Wild, geschrieben von Mars Bonfire, vorgetragen von Steppenwolf
- The Star-Spangled Banner, Musik: John Stafford Smith, gespielt von einer Band im Fernsehen
- Time Has Come Today, geschrieben von Joseph und Willie Chambers, vorgetragen von The Chambers Brothers

### Veröffentlichung
Der Film, der den Arbeitstitel Buffalo Ghosts trug, hatte in den USA am 15. Februar 1978 Premiere. Im selben Jahr lief er in folgenden Ländern an: im Vereinigten Königreich, Frankreich, Belgien (in Gent), Finnland, Japan, Kolumbien, Dänemark, Australien, Schweden, Italien und in Hongkong. In Madrid wurde er im März 1979 veröffentlicht, in Ungarn im Mai 1980 und in der Türkei im Oktober 1982. Zudem erfolgte eine Veröffentlichung in Argentinien, Bulgarien, Brasilien, Kanada, Estland, Spanien, Griechenland, Israel, Mexiko, Norwegen, Polen, Portugal, Rumänien und in der Sowjetunion. Am 2. Juli 2016 wurde er auf dem Karlovy Vary International Film Festival in der Tschechischen Republik vorgestellt.
In der Bundesrepublik Deutschland wurde der Film am 2. Juni 1978 veröffentlicht, in der Deutschen Demokratischen Republik am 26. Februar 1982, zudem lief er am 15. Februar 2008 auf den Internationalen Filmfestspielen in Berlin.
Der Film wurde am 5. März 2007 vom Studio Twentieth Century Fox erstmals mit einer deutschen Tonspur auf DVD herausgegeben. Eine weitere Version erschien am 13. Juni 2008, zudem wurde der Film vom Studio Zweitausendeins als Film 289 der Edition veröffentlicht.

## Einschätzung und Kritiken
In der Neuen Presse Hannover hieß es seinerzeit, der Film verzichte auf eine „effektvolle Darstellung“ von Kriegshandlungen und „konzentrier[e] sich mehr auf die Bemühungen der Beteiligten, in seinem Schatten zu überleben. Die Szenen im Veteranenkrankenhaus, in denen viele Formen von Verkrüppelungen gezeigt werden, [seien] nie spekulativ. Die psychologischen Folgen des Erlebten und seine Verarbeitung [stünden] im Mittelpunkt“ der Handlung, wodurch sich der Film deutlich von dem im selben Jahr erschienenen „Vietnam-Film“ Die durch die Hölle gehen abhebt.
Im Kölner Stadt-Anzeiger war seinerzeit zu lesen: „Ein kraftvoll inszenierter, engagierter Film gegen den Krieg in Vietnam, der übrigens ohne eine einzige Kriegsszene auskommt und die Verwüstungen in Amerika selbst zeigt.“
Der Autor Thomas Jeier schrieb, der Film zeige „keine einzige Kampfhandlung, gehör[e] aber wohl zu den eindringlichsten und besten Filmen über das Thema Vietnam. […] Coming Home verschweige nichts, im Gegenteil, der Krieg [sei] allgegenwärtig, besonders dann, wenn nicht über ihn gesprochen [werde], und man nur an den Mienen der Daheimgebliebenen ablesen [könne], welches Leid er verursach[e]. Besonders in den Szenen, die im Veteran’s Hospital spielen, [werde] die ganze Grausamkeit des Krieges deutlich“. Weiter schrieb Jeier: „Diese Geschichte hätte sehr leicht zu einem überaus kitschigen Film werden können, aber Jane Fonda und Jon Voight spielen so überzeugend, daß einem auch die rührseligen Szenen glaubhaft vorkommen.“
Weniger zufrieden zeigte sich Marsha McCreadie, die Films in Review schrieb: „Unglücklicherweise wurde die größte Tragödie des letzten Jahrzehnts auf eine ideologische Schwarzweiß-Malerei reduziert – alle, die gegen den Krieg demonstrieren, sind sensibel und ausgeglichen und gute Liebhaber obendrein. Das trifft besonders auf den Heimkehrer zu, der von Jon Voight gespielt wird und die sanfte Ausstrahlung eines Kulthelden der sechziger Jahre hat. Und die Falken in dem Film sind natürlich ausnahmslos Unterdrücker und männliche Chauvinisten, besonders der Marinesoldat, den Bruce Dern spielen muß. Captain Hyde ist auf eine so dumme Weise eindimensional, daß wir um ihn herum sehen können.“

„Man wird mit der Erkenntnis aus diesem Film entlassen, daß der Krieg in Vietnam eine schlimme Sache gewesen ist. Doch wer – außer vielleicht John Wayne – zweifelt noch daran? Ein so vorsichtiger (durchaus nicht unsympathischer) Film wie „Coming Home“ hätte vor zehn Jahren gedreht werden müssen, um mehr als unverbindliches Mitleid mit den Opfern zu erzeugen.“

„Ein Film von humaner Gesinnung; auf der menschlich-psychologischen Ebene rundum gelungen, in der historisch-politischen Auseinandersetzung eher verschwommen.“

Die Filmzeitschrift Cinema urteilte: „Stille, sensible Abrechnung mit ‚soldatischen‘ Denkmustern.“ Fazit: „Bewegender Appell gegen den Kriegsirrsinn.“

## Auszeichnungen (Auswahl)
Der Film erhielt 1979 acht Oscar-Nominierungen: in den Kategorien „Bester Film“, „Beste Regie“, „Bester Hauptdarsteller“ (Jon Voight), „Beste Hauptdarstellerin“ (Jane Fonda), „Bester Nebendarsteller“ (Bruce Dern), „Beste Nebendarstellerin“ (Penelope Milford), „Bestes Original-Drehbuch“ (Nancy Dowd (Geschichte), Salt und Jones (Drehbuch)), „Bester Schnitt“ (Don Zimmerman) und „Bestes Bild“ (Jerome Hellman).
Die Auszeichnung ging an Jon Voight, Jane Fonda und die Drehbuchautoren Waldo Salt und Robert C. Jones sowie Nancy Dowd, die die Vorlage für die Geschichte schrieb.
Jon Voight und Jane Fonda wurden im selben Jahr außerdem mit je einem Golden Globe geehrt. Ein Jahr zuvor nahm der Film an den Internationalen Filmfestspielen von Cannes 1978 teil und Jon Voight wurde als bester Darsteller ausgezeichnet. Der Film war zudem in der Kategorien „Bestes Filmdrama“, „Beste Regie“ (Hal Ashby), „Bester Schauspieler in einer tragenden Rolle“ (Bruce Dern) sowie „Bestes Drehbuch“ (Salt und Jones) nominiert.
- New York Film Critic Circle Awards 1978:
  - John Voight Preisträger in der Kategorie „Bester Hauptdarsteller“,
  - Jane Fonda Rang 2 in der Kategorie „Beste Hauptdarstellerin“
- National Board of Review 1978:
  - Auszeichnung für Jon Voight mit dem NBR Award
- Los Angeles Film Critics Association Awards 1978:
  - Auszeichnung mit dem LAFCA Award in den Kategorien „Bestes Bild“,
„Bester Hauptdarsteller“ (Jon Voight) und „Beste Hauptdarstellerin“ (Jane Fonda)
- Directors Guild of America 1979:
  - Hal Ashby nominiert für den DGA Award
- Writers Guild of America 1979:
  - Waldo Salt und Robert C. Jones ausgezeichnet mit einem WGA Award
in der Kategorie „Bestes für die Leinwand geschriebenes Drama“
- National Society of Film Critics Awards 1979:
  - Fonda und Voight erreichten jeweils den zweiten Platz
- Guild of German Art House Cinemas 1980:
  - Hal Ashby mit dem Guild Film Award in Gold in der Kategorie „Bester ausländischer Film“ geehrt